# Illa de Thompson

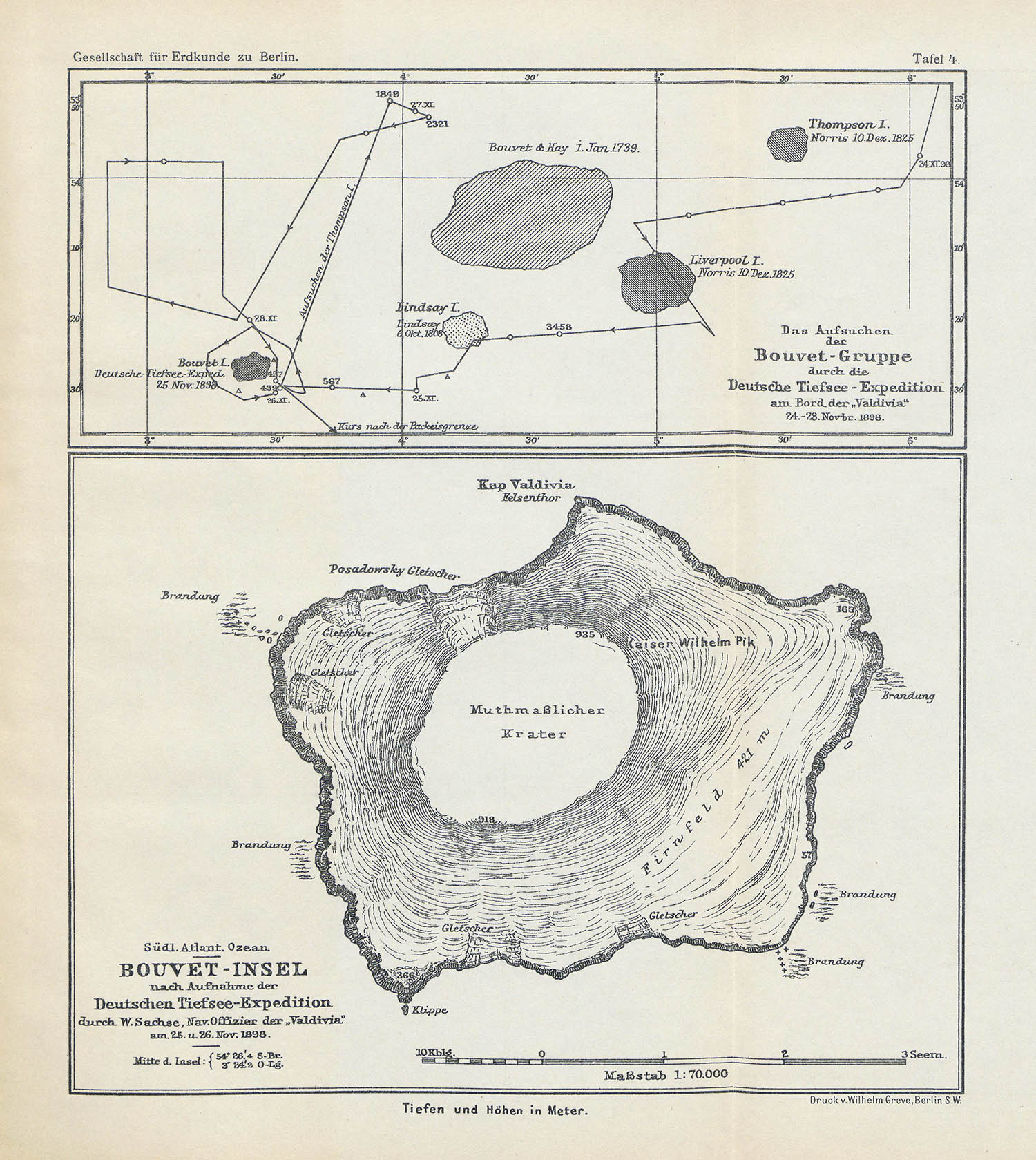
Mapa de l'illa Bouvet de 1898, com a Thompson I.

L'illa de Thompson és una illa fantasma suposada a l'oceà Atlàntic sud entre Sud-àfrica i l'Antàrtida. S'ha considerat la seva ubicació a uns 70 km al nord-est de l'illa de Bouvet. És possible que, aquesta illa, d'haver existit, desaparegués després d'una erupció volcànica ocorreguda entre el 1893 i el 1898.
Se la va posicionar en les coordenades 54° 33′ 00″ S, 5° 50′ 00″ E / 54.55000°S,5.83333°E.
L'illa de Thompson hauria estat descoberta a l'Atlàntic sud el 13 de desembre de 1825 pel marí anglès George Norris, capità del buc Sprightly. Després hauria estat albirada 68 anys més tard (el 1893) pel marí Joseph J. Fuller a bord del Francis Allyn. Però el 1898 un equip d'investigadors alemanys va voler determinar la posició precisa de l'illa durant l'anomenada "Expedició Valdivia", no obstant això no va ser retrobada. Després de la "Expedició Antàrtica Noruega" (de 1928 a 1929) l'illa va ser declarada inexistent pels marins noruecs Ona Olstad i Nils Larsen.

## Cultura popular
- La novel·la La pell freda, de l'escriptor català Albert Sánchez Piñol, està inspirada suposadament en aquesta illa per a l'escenari en el qual transcorre l'acció.